# Ökogenetik
Die Ökogenetik beschäftigt sich mit den genetisch bedingten Reaktionsweisen des menschlichen Organismus auf physikalische, chemische und biotische Umweltfaktoren.
Die zentrale Hypothese der Ökogenetik lautet, das interne biochemische Milieu (in der Physiologie inneres Milieu, von französisch milieu interne) – also die Gene und die dadurch induzierten Stoffwechselprodukte – eines Organismus bestimme die Antwort auf einen einwirkenden Umweltfaktor. Sie behauptet sogar, selbst psychische und soziale Umweltfaktoren einbeziehen zu können.
Die Methode wird kritisiert, da es für die Diagnose von komplexen menschlichen Eigenschaften, die durch das Zusammenwirken einer Vielzahl von Genen und Umweltfaktoren bestimmt werden, keinen ausreichenden methodischen Ansatz gebe.